# 桂岭县
桂岭县，古县名。隋开皇十八年（598年）改兴安县置，治今广西壮族自治区贺州市东北桂岭镇。以境内桂岭为名。属连州。元末并入临贺县。